# Чемпіонат світу з пляжного футболу 2015
Чемпіонат світу з пляжного футболу 2015 — восьма світова першість із пляжного футболу під егідою ФІФА, вісімнадцята загалом. 
Турнір відбувся в Португалії 9—19 липня за участі 16 найсильніших команд світу. Європа вже втретє приймала чемпіонат світу з пляжного футболу.

## Відбірковий етап
Фінальній частині чемпіонату передували кваліфікаційні змагання, що проводилися в шести зональних конфедераціях.
Зокрема, в Європейській зоні 5—14 вересня 2014 року пройшов турнір під егідою УЄФА в Єзоло, який виграла збірна Росії, здолавши в фіналі швейцарців. Українці посіли шосте місце та не потрапили до фінальної частини світової першості.
Азійський кваліфікаційний турнір пройшов у березні 2015 в столиці Катару, місті Доха. Перемогу в ньому здобула збірна Оману. Друге і третє місця здобули збірні Японії та Іран.
Представники Африки визначились навесні 2015 року, ними стали збірні Сенегалу та Мадагаскару.
Від федерації КОНКАКАФ путівки до Португалії здобули Мексики та Коста-Рики, що посіли відповідно перше і друге місця у турнірі в Сальвадорі.
Океанська федерація визначила свого представника автоматично, ним стала збірна Таїті.
Південна Америка делегувала для участі в чемпіонаті світу збірні Бразилії, Парагваю та Аргентини. Бразильці є недосяжними рекордсменами за кількістю перемог у світових першостях з пляжного футболу.
Всі країни-учасниці фінальної частини чемпіонату:
| Азійська зона (АФК) - Іран - Японія - Оман Африканська зона (КАФ) - Мадагаскар - Сенегал Європейська зона (УЄФА) - Італія - Росія - Іспанія - Швейцарія | Північно- та Центрально-Американська, Карибська зона (КОНКАКАФ) - Коста-Рика - Мексика Зона Океанії (ОФК) - Таїті Південноамериканська зона (КОНМЕБОЛ) - Аргентина - Бразилія - Парагвай Країна-господар Чемпіонату - Португалія |  |

Всі ігри чемпіонату пройдуть на стадіоні Praia da Baía в місті Ешпінью.

## Груповий етап
Згідно з регламентом турніру за перемогу в основний час команді нараховується три очка, за перемогу в додатковий час або за пенальті — 2 очка, нічийний результат матчу виключений, а за поразку очки не нараховуються. Пенальті пробиваються гравцями по черзі до першого промаху.
Для визначення переваги між командами, що набрали однакову кількість очок застосовуються додаткові критерії: перемога в очних поєдинках, різниця забитих і пропущених голів тощо.
| Умовні позначення                                                   |
| ------------------------------------------------------------------- |
| Команди з першої та другої позицій у групі проходять у Чвертьфінали |

### Група A
| Команда    | Ігор | Пер | П+ | Пор | +  | -  | +/- | Очок |
| ---------- | ---- | --- | -- | --- | -- | -- | --- | ---- |
| Португалія | 3    | 2   | 0  | 1   | 16 | 10 | +6  | 6    |
| Японія     | 3    | 2   | 0  | 1   | 10 | 10 | 0   | 6    |
| Аргентина  | 3    | 1   | 0  | 2   | 9  | 14 | -5  | 3    |
| Сенегал    | 3    | 1   | 0  | 2   | 12 | 13 | -1  | 3    |

| 9 липня 2015 14:30 |

| Португалія | 4 – 2    | Японія |
| ---------- | -------- | ------ |
|            | Протокол |        |

| Praia da Baía Ешпінью Глядачів: 3,500 |

| 9 липня 2015 16:00 |

| Аргентина | 4 – 3    | Сенегал |
| --------- | -------- | ------- |
|           | Протокол |         |

| Praia da Baía Ешпінью Глядачів: 2,400 |

| 11 липня 2015 14:30 |

| Сенегал | 6 – 5    | Португалія |
| ------- | -------- | ---------- |
|         | Протокол |            |

| Praia da Baía Ешпінью Глядачів: 3,500 |

| 11 липня 2015 16:00 |

| Японія | 4 – 3    | Аргентина |
| ------ | -------- | --------- |
|        | Протокол |           |

| Praia da Baía Ешпінью Глядачів: 3,200 |

| 13 липня 2015 14:30 |

| Португалія | 7 – 2    | Аргентина |
| ---------- | -------- | --------- |
|            | Протокол |           |

| Praia da Baía Ешпінью Глядачів: 3,500 |

| 13 липня 2015 16:00 |

| Японія | 4 – 3    | Сенегал |
| ------ | -------- | ------- |
|        | Протокол |         |

| Praia da Baía Ешпінью Глядачів: 3,100 |

### Група В
| Команда    | Ігор | Пер | П+ | Пор | +  | -  | +/- | Очок |
| ---------- | ---- | --- | -- | --- | -- | -- | --- | ---- |
| Італія     | 3    | 3   | 0  | 0   | 16 | 7  | +9  | 9    |
| Швейцарія  | 3    | 2   | 0  | 1   | 13 | 11 | +2  | 6    |
| Оман       | 3    | 1   | 0  | 2   | 11 | 11 | 0   | 3    |
| Коста-Рика | 3    | 0   | 0  | 3   | 6  | 17 | -11 | 0    |

| 9 липня 2015 13:00 |

| Італія | 6 – 1    | Коста-Рика |
| ------ | -------- | ---------- |
|        | Протокол |            |

| Praia da Baía Ешпінью Глядачів: 3,400 |

| 9 липня 2015 17:30 |

| Швейцарія | 5 – 2    | Оман |
| --------- | -------- | ---- |
|           | Протокол |      |

| Praia da Baía Ешпінью Глядачів: 1,800 |

| 11 липня 2015 13:00 |

| Оман | 2 – 4    | Італія |
| ---- | -------- | ------ |
|      | Протокол |        |

| Praia da Baía Ешпінью Глядачів: 3,450 |

| 11 липня 2015 17:30 |

| Коста-Рика | 3 – 4    | Швейцарія |
| ---------- | -------- | --------- |
|            | Протокол |           |

| Praia da Baía Ешпінью Глядачів: 2,500 |

| 13 липня 2015 13:00 |

| Оман | 7 – 2    | Коста-Рика |
| ---- | -------- | ---------- |
|      | Протокол |            |

| Praia da Baía Ешпінью Глядачів: 3,500 |

| 13 липня 2015 17:30 |

| Швейцарія | 4 – 6    | Італія |
| --------- | -------- | ------ |
|           | Протокол |        |

| Praia da Baía Ешпінью Глядачів: 3,200 |

### Група С
| Команда  | Ігор | Пер | П+ | Пор | +  | -  | +/- | Очок |
| -------- | ---- | --- | -- | --- | -- | -- | --- | ---- |
| Бразилія | 3    | 3   | 0  | 0   | 11 | 5  | +6  | 9    |
| Іран     | 3    | 2   | 0  | 1   | 12 | 11 | +1  | 6    |
| Іспанія  | 3    | 1   | 0  | 2   | 9  | 9  | 0   | 3    |
| Мексика  | 3    | 0   | 0  | 3   | 4  | 11 | -7  | 0    |

| 10 липня 2015 13:00 |

| Іспанія | 5 – 6    | Іран |
| ------- | -------- | ---- |
|         | Протокол |      |

| Praia da Baía Ешпінью Глядачів: 1,900 |

| 10 липня 2015 17:30 |

| Бразилія | 5 – 1    | Мексика |
| -------- | -------- | ------- |
|          | Протокол |         |

| Praia da Baía Ешпінью Глядачів: 3,500 |

| 12 липня 2015 13:00 |

| Мексика | 1 – 3    | Іспанія |
| ------- | -------- | ------- |
|         | Протокол |         |

| Praia da Baía Ешпінью Глядачів: 2,500 |

| 12 липня 2015 17:30 |

| Іран | 3 – 4    | Бразилія |
| ---- | -------- | -------- |
|      | Протокол |          |

| Praia da Baía Ешпінью Глядачів: 3,500 |

| 14 липня 2015 13:00 |

| Мексика | 2 – 3    | Іран |
| ------- | -------- | ---- |
|         | Протокол |      |

| Praia da Baía Ешпінью Глядачів: 1,600 |

| 14 липня 2015 17:30 |

| Бразилія | 2 – 1    | Іспанія |
| -------- | -------- | ------- |
|          | Протокол |         |

| Praia da Baía Ешпінью Глядачів: 3,500 |

### Група D
| Команда    | Ігор | Пер | П+ | Пор | +  | -  | +/- | Очок |
| ---------- | ---- | --- | -- | --- | -- | -- | --- | ---- |
| Таїті      | 3    | 3   | 0  | 0   | 18 | 14 | +4  | 9    |
| Росія      | 3    | 2   | 0  | 1   | 17 | 14 | +3  | 6    |
| Парагвай   | 3    | 1   | 0  | 2   | 14 | 16 | -2  | 3    |
| Мадагаскар | 3    | 0   | 0  | 3   | 7  | 12 | -5  | 0    |

| 10 липня 2015 14:30 |

| Росія | 7 – 5    | Парагвай |
| ----- | -------- | -------- |
|       | Протокол |          |

| Praia da Baía Ешпінью Глядачів: 2,100 |

| 10 липня 2015 16:00 |

| Таїті | 4 – 3    | Мадагаскар |
| ----- | -------- | ---------- |
|       | Протокол |            |

| Praia da Baía Ешпінью Глядачів: 2,400 |

| 12 липня 2015 14:30 |

| Мадагаскар | 2 – 4    | Росія |
| ---------- | -------- | ----- |
|            | Протокол |       |

| Praia da Baía Ешпінью Глядачів: 2,700 |

| 12 липня 2015 16:00 |

| Парагвай | 5 – 7    | Таїті |
| -------- | -------- | ----- |
|          | Протокол |       |

| Praia da Baía Ешпінью Глядачів: 3,500 |

| 14 липня 2015 14:30 |

| Росія | 6 – 7    | Таїті |
| ----- | -------- | ----- |
|       | Протокол |       |

| Praia da Baía Ешпінью Глядачів: 2,600 |

| 14 липня 2015 16:00 |

| Парагвай | 4 – 2    | Мадагаскар |
| -------- | -------- | ---------- |
|          | Протокол |            |

| Praia da Baía Ешпінью Глядачів: 3,100 |

## Стадія плей-оф
|  | Чвертьфінали | Чвертьфінали |            |       | Півфінали   | Півфінали   |  |  | Фінал    | Фінал |
|  |              |              |            |       |             |             |  |  |          |       |
|  | 16 липня     |              |            |       |             |             |  |  |          |       |
|  |              |              |            |       |             |             |  |  |          |       |
|  | Італія       | 3            |            |       |             |             |  |  |          |       |
|  | Італія       | 3            | 18 липня   |       |             |             |  |  |          |       |
|  | Японія       | 2            |            |       |             |             |  |  |          |       |
|  | Японія       | 2            | Італія     | 6 (1) |             |             |  |  |          |       |
|  | 16 липня     |              | Італія     | 6 (1) |             |             |  |  |          |       |
|  |              | Таїті пен.   | 6 (3)      |       |             |             |  |  |          |       |
|  | Таїті        | Таїті пен.   | 6 (3)      | 5     |             |             |  |  |          |       |
|  | Таїті        |              | 19 липня   | 5     |             |             |  |  |          |       |
|  | Іран         | 4            |            |       |             |             |  |  |          |       |
|  | Іран         | 4            | Таїті      | 3     |             |             |  |  |          |       |
|  | 16 липня     |              | Таїті      | 3     |             |             |  |  |          |       |
|  |              | Португалія   | 5          |       |             |             |  |  |          |       |
|  | Португалія   | Португалія   | 5          | 7     |             |             |  |  |          |       |
|  | Португалія   | 18 липня     |            | 7     |             |             |  |  |          |       |
|  | Швейцарія    | 3            |            |       |             |             |  |  |          |       |
|  | Швейцарія    | 3            | Португалія | 4     | Третє місце | Третє місце |  |  |          |       |
|  | 16 липня     |              | Португалія | 4     | Третє місце | Третє місце |  |  |          |       |
|  |              | Росія        | 2          |       |             |             |  |  |          |       |
|  | Бразилія     | Росія        | 2          | 5     | Італія      | 2           |  |  |          |       |
|  | Бразилія     |              |            | 5     | Італія      | 2           |  |  |          |       |
|  | Росія дч     | 6            |            | Росія | 5           |             |  |  |          |       |
|  | Росія дч     | 6            |            |       | 5           |             |  |  |          |       |
|  |              |              |            |       |             |             |  |  | 19 липня |       |
|  |              |              |            |       |             |             |  |  |          |       |

### Чвертьфінали
| 16 липня 2015 14:00 |

| Бразилія | 5–6 (овр) | Росія |
| -------- | --------- | ----- |
|          | Протокол  |       |

| Praia da Baía Ешпінью Глядачів: 3,500 |

| 16 липня 2015 15:30 |

| Португалія | 7:3      | Швейцарія |
| ---------- | -------- | --------- |
|            | Протокол |           |

| Praia da Baía Ешпінью Глядачів: 3,500 |

| 16 липня 2015 17:00 |

| Італія | 3:2      | Японія |
| ------ | -------- | ------ |
|        | Протокол |        |

| Praia da Baía Ешпінью Глядачів: 2,650 |

| 16 липня 2015 18:30 |

| Таїті | 5:4      | Іран |
| ----- | -------- | ---- |
|       | Протокол |      |

| Praia da Baía Ешпінью Глядачів: 2,700 |

### Півфінали
| 18 липня 2015 17:00 |

| Італія | 6:6 (овр, пен. 1:3) | Таїті |
| ------ | ------------------- | ----- |
|        | Протокол            |       |

| Praia da Baía Ешпінью Глядачів: 3,500 |

| 18 липня 2015 18:30 |

| Португалія | 4:2      | Росія |
| ---------- | -------- | ----- |
|            | Протокол |       |

| Praia da Baía Ешпінью Глядачів: 3,500 |

### Матч за 3-е місце
| 19 липня 2015 17:00 |

| Італія | 2:5      | Росія |
| ------ | -------- | ----- |
|        | Протокол |       |

| Praia da Baía Ешпінью Глядачів: 3,500 |

### Фінал
| 19 липня 2015 18:30 |

| Таїті | 3:5      | Португалія |
| ----- | -------- | ---------- |
|       | Протокол |            |

| Praia da Baía Ешпінью Глядачів: 3,500 |

| Чемпіон світу з пляжного футболу 2015 |
| ------------------------------------- |
| Португалія                            |
| Португалія 2-й титул                  |